# Scoparia chiasta
Scoparia chiasta là một loài bướm đêm trong họ Crambidae.